# Прямая и явная угроза
«Прямая и явная угроза» (англ. Clear and Present Danger) — американский боевик 1994 года, девятый полнометражный фильм режиссёра Филиппа Нойса, снятый по мотивам одноимённого романа Тома Клэнси 1989 года. Это продолжение Охоты за Красным Октябрём» (1990) и Игр патриотов (1992) и часть серии фильмов с участием персонажа Клэнси Джека Райана. Это последняя экранизация романов Клэнси с участием Харрисона Форда в роли Райана и Джеймса Эрла Джонса в роли вице-адмирала Джеймса Грира, а также заключительная часть, снятая режиссером Нойсом.
Как и в романе, Райан назначается исполняющим обязанности заместителя директора ЦРУ по разведке (DDI) и обнаруживает, что его держат в неведении коллеги, которые ведут тайную войну против наркокартеля в Колумбии, очевидно, с одобрения президента. Фильм вышел в прокат в кинотеатрах США 3 августа 1994 года и имел успех у критиков и финансовый успех, заработав более 215 миллионов долларов по всему миру.

## Сюжет
Судно береговой охраны США перехватило и поднялось на борт зарегистрированной в США яхты в Карибском море. По имеющимся данным, владелец судна и пассажиры, американский бизнесмен Питер Хардин и его семья, были убиты колумбийской командой оккупантов. Аналитик ЦРУ Джек Райан узнает, что Хардин отмывал деньги для южноамериканского наркокартеля Кали. Наркобарон Эрнесто Эскобедо приказал убить Хардина за присвоение миллионов долларов, полученных от продажи наркотиков. Президент США Беннетт, близкий друг Хардина, тайно уполномочивает советника по национальной безопасности Джеймса Каттера начать тайные операции в Колумбии по уничтожению картеля.
Райан назначен исполняющим обязанности заместителя директора разведки на тот момент, когда адмирал Джеймс Грир проходит курс лечения от рака поджелудочной железы. Райан просит Конгресс увеличить финансирование для поддержки колумбийцев в борьбе с наркокартелями, заверяя, что военное вмешательство США не требуется. Райан не знает, что Каттер использует эти средства для создания группы спецназа "ВЗАИМНОСТЬ", нанятой оперативником ЦРУ Джоном Кларком при содействии Роберта Риттера, заместителя директора ЦРУ по операциям. Президент Беннетт посылает Райана на переговоры с колумбийским правительством, чтобы оно разрешило Соединенным Штатам наложить арест на активы Эскобедо, включая 650 миллионов долларов, спрятанные на офшорных счетах. Офицер разведки Эскобедо, полковник Феликс Кортес, тайно приказывает картелю устроить засаду на конвой Райана. Джек выживает, хотя несколько его коллег погибают, включая Дэна Мюррея и директора ФБР Эмиля Джейкобса. Личность Кортеса устанавливается после того, как он убивает секретаршу Джейкобса, Мойру, которая была невольным информатором.
Эскобедо, которого обвиняют в нападении, организует встречу с другими главарями картеля. "ВЗАИМНОСТЬ" узнает об этом и наносит авиаудар по месту встречи. Эскобедо и Кортес, направлявшиеся на встречу, едва остаются невредимыми. Кортес узнает, что за это ответственны американцы, и заключает сделку с Каттером: Кортес убьет Эскобедо, чтобы взять на себя руководство, затем сократит поставки наркотиков в США и позволит американским правоохранительным органам проводить регулярные аресты, чтобы повлиять на общественное мнение о том, что Соединенные Штаты выигрывают войну с наркотиками. В обмен на это Кортес хочет ликвидировать «РЕЦИПРОКИТИ» и всю поддержку ЦРУ, чтобы укрепить свое положение в Картеле. Каттер соглашается на сделку Кортеса, а затем расправляется с командой Кларка, которую в джунглях уничтожают наемники Кортеса.
Без ведома Каттера американская разведка прослушала его разговор с Кортесом. Райан получает доступ к компьютеру Риттера и получает доказательства, касающиеся незаконных операций в Колумбии. Риттер, однако, предупреждает Райана, что, поскольку он получил финансирование для операции, Конгресс возложит ответственность исключительно на Райана, в то время как Риттер и Каттер были помилованы президентом Беннетом в порядке исключения за любые правонарушения. Джек летит в Боготу, чтобы разыскать Кларка, не подозревая, что Каттер и Риттер ложно сообщили Кларку, что Райан предал их. Райан и Кларк объединяются после того, как Кларк понимает, что Риттер и Каттер обманули их обоих.
Райан и Кларк добывают вертолет и летят к последнему известному месту нахождения "РЕЦИПРОКИТИ". Они находят снайпера команды Чавеза, который сообщает, что большинство членов команды были убиты; капитан Рамирес и один оставшийся член команды были захвачены в плен. Райан встречается с Эскобедо и сообщает ему об обмане Кортеса, в то время как Кларк одновременно начинает спасать своих людей, которые находятся в плену в кофейне, где Эскобедо занимается кокаиновой операцией. Эскобедо противостоит Кортесу, но его убивает сообщник Кортеса. Райану чудом удается сбежать вместе с Кларком и освобожденными заключенными. Чавес убивает Кортеса во время побега, спасая Райана. Вернувшись в Соединенные Штаты, Райан вступает в конфронтацию с президентом Беннетом и отказывается помогать в раскрытии заговора. Он дает показания перед Комитетом Конгресса по надзору о недавних событиях.

## В ролях
- Харрисон Форд — Джек Райан[англ.]
- Уиллем Дефо — Джон Кларк[англ.]
- Энн Арчер — Кэти Райан
- Тора Бёрч — Салли Райан
- Жоаким де Альмейда — полковник Феликс Кортес
- Генри Черни — Роберт Риттер
- Бенджамин Брэтт — капитан Рамирес
- Харрис Юлин — Джеймс Каттер
- Хоуп Лэнг — сенатор Майо
- Джеймс Эрл Джонс — адмирал Джим Грир
- Эллен Гир — Роуз
- Мигель Сандоваль[англ.] — Эрнесто Эскобедо
- Рэймонд Крус — Доминго Чавес
- Дональд Моффа[англ.] — президент США Беннет
- Патрик Бошо — Энрике Рохас
- Хайме Гомес — Хулио Вега
- Тед Рэйми — специалист в центре связи
- Кларк Грегг — старший сержант
- Рид Даймонд — начальник береговой охраны
- Рекс Линн — вашингтонский детектив
- Редж Э. Кэти[англ.] — старший сержант
- Вонди Кёртис-Холл — аналитик голосовой печати
- Камала Лопес-Даусон[англ.] — венесуэльская телефонистка
- Диего Вальраф — актёр озвучки (в титрах не указан)
- Том Боуэр[англ.] — пилот Кларка (в титрах не указан)

## Награды и номинации
- 1995 — номинации на премию Оскар
  - лучший звуковой монтаж
  - лучший звук
- 1995 — премия ASCAP
  - лидеру кассовых сборов